# Prospalta incertissima
Prospalta incertissima là một loài bướm đêm trong họ Noctuidae.